# Jean-Jacques Souhaitty
Jean-Jacques Souhaitty (bl. um 1677) war ein Pariser Franziskaner. Er schuf ein Ziffernnotationssystem, das im Kirchengesangsunterricht verwendet wurde. Es wurde später von Jean-Jacques Rousseau verbessert. Das System von Souhaitty wurde in dem Werk Nouveaux élémens de chant ou l’essay d’une nouvelle découverte qu’on a faite dans l’art de chanter (Paris, Pierre le Petit, 1677) vorgestellt.

## Werke
- Nouveaux élémens de chant ou l’essay d'une nouvelle découverte qu’on a faite dans l’art de chanter. Laquelle débarasse entièrement le plein chant de la musique de clefs ; de notes ; de muances ; de guidons ou renvois, de lignes et d’espaces, de b.mol, b.quarre, nature etc. en rend la pratique très-simple, très-naturelle et très-facile à retenir sans y altérer rien dans la substance : et fournit de plus, une tablature générale, aisée, et invariable, pour tous les instrumens de musique, edition Pierre Le Petit, 1677. (8 Exemplare bekannt).
- Epigramme pour et contre la nouvelle méthode de chant par chiffres (lettre sur la notation chiffrée, 20 octobre 1778).
- Essai du chant de l’église par la nouvelle méthode des nombres, contenant outre la clef, les principes et les tables de cette méthode : I. Une introduction à l’art de chanter par les nombres, II. Les réponses à toutes les objections qu’on y a faites, et III. Quelques avis pour bien pratiquer le chant de l’église, edition Th. Jolly, Paris 1679.
- F. M. Agni sine macula purissimae matri lucubrationum suarum qualescumque : primitias VOV., consec. humiliterque appendit… F. F. J. Souhaity… Antiphina ex sacra scriptura et piis ec clesiae precibus excerpta. Paris.
- Patribus ordinis S. Francisci… F. Joannes J. Souhaity… dicat consecratque. Antiphona in honorem Immaculatae conceptionis (Ms. Fr. 22 953, Suite à l’épigramme et à la lettre).
- Mémoire pour l’histoire des sciences et des beaux arts. Trévoux 1731.
- L’innocence victorieuse ou la devise des catholiques d’Angleterre accusez faussement d’avoir conspiré contre le roi et l’Etat.